# Oxymormyrus
Oxymormyrus es un pequeño género de peces elefante africano de la familia Mormyridae descrito por primera vez en 1874 por Pieter Bleeker para la especie Oxymormyrus zanclirostris, que Albert Günther clasifica como su ortotipo. En 1898 Boulenger la anexó al género Mormyrops Muller, mientras que algunos autores investigadores, en virtud de la escasa evidencia monofílica, la consideran como parte de la sinonimia de los Mormyrops, en contradicción con la evidencia molecular.
Al pertenecer a la familia Mormyridae tienen la capacidad de producir y analizar débiles campos eléctricos que utilizan para orientarse, reproducirse, alimentarse y comunicarse; además, poseen un cerebro de gran tamaño y una inusual inteligencia. Son peces sociables, cuya forma de reproducción es poco conocida.

## Especies
- Oxymormyrus boulengeri (Pellegrin, 1900)
- Oxymormyrus zanclirostris (Günther, 1867)